# Карлсруд, Конрад
Конрад Маурентиус Карлсруд (норв. Conrad Maurentius Carlsrud; 9 февраля 1884, Ларвик, Эстланд — 21 октября 1973, Уотербери) — норвежский гимнаст и легкоатлет, серебряный призёр летних Олимпийских игр 1908 года.
На Играх 1908 года в Лондоне Карлсруд участвовал в командном первенстве, в котором его сборная заняла второе место. Он также соревновался в индивидуальном соревновании, но его точное место и результат неизвестны.
За два года до этого, он вместе со своей сборной победил на неофициальных Олимпийских играх 1906 в Афинах, однако полученные на соревнованиях награды не признаются Международным олимпийским комитетом, так как Игры прошли без его согласия.
Помимо этого, Карлсруд соревновался на обоих Олимпиадах в метании копья. В 1906 году он был восьмым, а в 1908 он занял позицию ниже 9-й.